# Blood Red Sky
Blood Red Sky is een Duitse actie-horrorfilm uit 2021, geregisseerd door Peter Thorwarth.

## Verhaal
Nadja is nog in het hotel, terwijl haar zoontje Elias op de internationale luchthaven van Düsseldorf is om in te checken. Ze hebben een trans-Atlantische nachtvlucht naar New York geboekt, waar Nadja hoopt te genezen van haar ziekte. Als ze in de lucht zijn proberen kapers de controle over het vliegtuig over te nemen en het naar het oosten om te leiden. De zon komt op en Nadja raakt in paniek en accepteert deze plotselinge verandering niet. Ze ziet zichzelf dan vechten tegen de ontvoerders, ze is in feite een vampier.

## Rolverdeling
| Acteur           | Personage          |
| ---------------- | ------------------ |
| Peri Baumeister  | Nadja              |
| Carl Anton Koch  | Elias              |
| Alexander Scheer | Eightball          |
| Kais Setti       | Farid              |
| Gordon Brown     | Bill Morris        |
| Dominic Purcell  | Berg               |
| Graham McTavish  | Col. Alan Drummond |
| Kai Ivo Baulitz  | Bastian Buchner    |
| Roland Møller    | Karl               |
| Chidi Ajufo      | Curtiz             |

## Productie
Op 11 september 2020 werd bekendgemaakt dat de opnames in Praag voor de film, toen nog met de werktitel: Transatlantic 473, tijdelijk werden stopgezet na een extra positieve test op COVID-19.

## Release
De film ging in première op 8 juli 2021 op het Filmfestival van München en Netflix bracht Blood Red Sky wereldwijd uit op 23 juli 2021.

## Ontvangst
Op Rotten Tomatoes heeft Blood Red Sky een waarde van 80% en een gemiddelde score van 6,70/10, gebaseerd op 20 recensies. Op Metacritic heeft de film een gemiddelde score van 43/100, gebaseerd op 6 recensies.